# Ballade số 4 (Chopin)
Ballade số 4 cung Fa thứ, Op. 52 là một bản ballade dành cho piano được sáng tác bởi Frédéric Chopin vào năm 1842. Bản nhạc được xuất bản vào năm 1843, được đề tặng cho họa sĩ Charlotte de Rothschild. Bản Ballade số 4 thường được xem như là một trong bản nhạc kiệt tác dành cho độc tấu dương cầm của thế kỉ 19. Đối với nhiều nghệ sĩ dương cầm, bản nhạc thường được xem là một bản nhạc đòi hỏi trình độ kĩ thuật và nghệ thuật cao nhất. Tác phẩm thường được trình bày trong khoảng thời gian từ mười đến mười hai phút.

## Lịch sử
Chopin đã bắt đầu phác thảo những ý tưởng đầu tiên của mình về bản Ballade số 4 vào mùa hè năm 1842. Sau đó, Chopin tiếp tục hoàn thiện bản Ballade trong những tháng tiếp theo đó. Tháng 12 năm 1842, bản Ballade số 4 được hoàn thành và được đưa đến nhà xuất bản Breitkopf & Härtel để xuất bản ra công chúng, đi kèm với bản Polonaise hùng ca cung La giáng trường, Op. 53 và Scherzo số 4, cung Mi trưởng. Bản nhạc được đề tặng cho họa sĩ Charlotte de Rothschild, người đã mời ông đến buổi tiệc tại căn hộ của cô ấy tại Paris, nơi Chopin được giới thiệu với nhiều người của tầng lớp quý tộc của nước Pháp khi ấy.
Alfred Cortot, trong lời đề tựa của ông về những bản Ballade của Chopin, khẳng định rằng bản Ballade này dựa trên nguồn cảm hứng từ bài thơ The Three Budrys của nhà thơ Adam Mickiewicz, kể về câu chuyện của ba anh em nhà Budrys, được người cha, "Budrys già dũng cảm xứ Lithuania", sai rằng hãy đi tìm kho báu đáng quý nhất, qua những khó khăn, gian khổ - và cuối cùng trở về, với ba người con dâu đến từ Ba Lan, như một lời khuyên nhủ về sự đoàn kết của giữa hai dân tộc: Ba Lan, và Lithuania, với lịch sử gắn bó thắm thiết như một khối Thịnh vượng chung đã từng. Mặc dù, đối với nhà âm nhạc học Mieczysław Tomaszewski, diễn giải của Cortot bị cho là "hoàn toàn nực cười và một cách rõ ràng không hề phù hợp", bởi vì "Đối với bất kỳ ai lắng nghe một cách chăm chú bản nhạc này, điều rõ ràng hiện ra trong đầu là không hề có yếu tố giai thoại nào, dù là nguyên bản hay vay mượn từ văn học".

## Cấu trúc

Ba ô nhịp đầu tiên, mở đầu vào chủ đề chính của Ballade số 4.

Về mặt cấu trúc, bản Ballade số 4 là một tác phẩm vô cùng phức tạp. Bản nhạc được mở đầu bằng bảy ô nhịp ở cung Đô trưởng, được đánh dấu bằng chỉ dẫn piano (nhẹ nhàng), đưa bản nhạc vào chủ đề đầu tiên của bản nhạc, các chủ đề của bản Ballade được diễn tiến theo hình thức sonata.
Chủ đề đầu tiên được trải qua bốn lần biến chuyển, được đánh dấu bởi các ornament trang trí, đối giai điệu và những đoạn lướt (fioritura) điển hình thường được gặp trong các bản Nocturne của Chopin. Chủ đề chính, ở trong cung Fa thứ, mang một nét gì đó thật ám ảnh, bí ẩn, và gợi trong lòng một chút đượm buồn, sau đó được sửa đổi một chút và lặp lại cho đến một đoạn quãng tám nhẹ nhàng, êm dịu, và thanh thản. Chủ đề phát triển đến một khoảng im lặng, rồi lặp lại mô típ đã gợi nên ở chủ đề chính, nhưng theo hướng ngược lại, như một câu trả lời cho câu hỏi từ chủ đề đầu tiên. Dường như câu hỏi đầu tiên vẫn chưa có một câu trả lời chính thức, mà lời đáp lại, ở cung Son giáng trưởng, lặp lại ba lần, nhẹ dần đi, rồi quay lại chủ đề đầu tiên. Chủ đề đầu tiên ấy, đã được lặp lại đến lần thứ ba. Lần này, chủ đề chính dường như mang tính biểu cảm cao hơn, với quãng tám trở nên dữ dội và kịch tính hơn. 
Sau đó, chủ đề chính thứ hai, ở cung Si giáng trưởng, bắt đầu lộ diện, và đan xen vào chủ đề thứ nhất, tạo nên một sự cao trào với việc làm cho cấu trúc trở nên phức tạp hơn. Sự đan xen và phát triển đồng thời giữa hai chủ đề đã giúp cho Chopin sử dụng hiệu quả hình thức sonata và hình thức variation đồng thời trong bản Ballade của mình. Chủ đề chính của tác phẩm được kết thúc bởi những âm được nhấn mạnh dữ dội, trên cường độ fortissimo (rất mạnh), khép lại hoàn toàn bởi năm hợp âm nhẹ nhàng, uyển chuyển ở cường độ pianissimo (rất nhẹ), như một khoảng yên tĩnh nhẹ nhàng. Để rồi, phần kết thúc (coda) hiện lên một cách bất ngờ và dữ dội, với những nét đối âm tràn đầy sức sống và mạnh mẽ. Phần coda kết thúc một cách vô cùng hỗn loạn, đòi hỏi nghệ sĩ dương cầm phải có kỹ thuật thành thạo rất cao. Có người nói rằng, phần coda như gợi lên cảnh những chú ngựa chạy vào rừng, được thể hiện trong các đoạn leo trèo của các nốt móc kép. Đoạn rải rác dữ dội nhất kết thúc bản ballade kịch tính bằng một quãng tám Fa trầm rất mạnh và bốn hợp âm kết thúc vô cùng đồ sộ.

## Đánh giá
Mieczysław Tomaszewski, một nhà âm nhạc học, trong một buổi radio cùng với đài Polish Radio 2, nhận xét rằng:
"Trong lịch sử tiếp nhận của nó, bản Ballade cung Fa thứ đã khơi dậy niềm thích thú và sự ngưỡng mộ. Tác phẩm được công nhận là một thành tựu tối thượng trong thể loại ballade. Một số nhà phân tích giáo điều đã cố gắng nghe trong đó một 'sự biến dạng bậc thầy của hình thức sonata' (G. Abraham) hoặc 'một bản sonata-allegro không có phần chủ đề phát triển' (V. Protopopov), nhưng đối với tất cả những ai lắng nghe cẩn thận câu chuyện kỳ diệu của bản ballade này, những ai để mình bị cuốn đi bởi âm nhạc của nó, thì không còn nghi ngờ gì nữa rằng thông điệp của nó không thể được diễn giải bằng những thuật ngữ như thế. Đối với James Huneker, chẳng hạn, đây là một bản ballade kết hợp giữa chất trữ tình đầy đam mê với tâm trạng chiêm nghiệm và suy tư. Iwaszkiewicz đã so sánh tính cách huyền bí, khó nắm bắt của bản Ballade cung Fa thứ với những bức tranh bí ẩn, đầy ẩn dụ của Caspar David Friedrich, và cảm thấy rằng thông điệp của tác phẩm vượt lên trên sự hoàn hảo của âm nhạc, đưa chúng ta đến một chiều không gian khác, một thế giới khác".— Mieczysław Tomaszewski, "Fryderyk Chopin's Complete Works’", series of programmes, Polish Radio 2